# Preuseville
Preuseville település Franciaországban, Seine-Maritime megyében. Lakosainak száma 167 fő (2022. január 1.). Preuseville Callengeville, Dancourt, Fallencourt, Grandcourt, Puisenval, Saint-Riquier-en-Rivière és Smermesnil községekkel határos.

## Népesség
A település népességének változása:
| Lakosok száma | 124  | 123  | 129  | 137  | 145  | 154  | 158  | 162  | 167  |
|               | 2013 | 2015 | 2016 | 2017 | 2018 | 2019 | 2020 | 2021 | 2022 |